# Las Vegas Blackjacks Rugby Football Club
Maillots
Le Las Vegas Blackjacks Rugby Football Club est un club de rugby à XV basé à Las Vegas évoluant dans le championnat de première division de la Southern California Rugby Football Union.

## Historique
Au mois de mai 2010, à l'initiative de Hervé Gregoire-Mazzocco le club signe un partenariat, avec le Montpellier Hérault rugby sur un programme d'échange de joueurs : les jeunes joueurs montpelliérains se verront proposer l'opportunité d'évoluer dans le championnat américain pendant la trêve du championnat français, et les meilleurs éléments des Blackjacks auront l'opportunité d'évoluer au niveau professionnel à Montpellier.
Le premier joueur des Blackjacks à bénéficier de ce partenariat et à signer un contrat avec le Montpellier HR est Seta Tuilevuka. Denis Navizet, manager du MHR, déclare au sujet de Seta : « C’est le joueur que l’on attend comme une surprise. Son club d’origine n’est a priori pas réputé. Il nous a été conseillé par réseau. Le championnat américain correspond à un haut niveau fédérale ou un bas de Pro D2. C’est un bon défenseur, un joueur vif et combatif, le genre de profil que l’on aime dépister. »  Il intègre le groupe professionnel du Montpellier HR au mois de juin 2010, suit tout le programme de préparation d'avant saison et participe aux matchs amicaux au cours desquels il a pu montré tout son talent et ainsi prétendre à une place pour le premier match du Top 14 saison 2010-2011 face à Biarritz.

## Palmarès
- Champion de la Men's D1 Club Championship en 2010.
- Finaliste de la Men's D1 Club Championship en 2009.